# Водоватов, Геннадий Николаевич
Генна́дий Никола́евич Водова́тов (2 марта 1926, Козьмодемьянск, Марийская автономная область, РСФСР — 2 марта 2009, Йошкар-Ола, Марий Эл, Россия) — марийский советский партийный руководитель, общественный деятель. Первый секретарь Йошкар-Олинского горкома КПСС (1969—1983), председатель Комитета народного контроля Марийской АССР (1983—1987). Делегат XXIV—XXVI съездов КПСС. Член ВКП(б) с 1946 года. Участник Великой Отечественной войны.

## Биография
Родился 2 марта 1926 года в Козьмодемьянске Марийской автономной области в семье рабочего. Окончил 10 классов средней школы.
6 ноября 1943 года призван в Красную армию. Участник Великой Отечественной войны: окончил спецшколу, шифровальщик на судах Каспийской флотилии, прошёл боевой путь от старшины 1-й статьи до капитана 3-го ранга. Демобилизовался из армии 13 октября 1950 года.
С 1950 года начал свою партийную деятельность на родине: инструктор, затем — 2-й секретарь Горномарийского райкома КПСС Марийской АССР. В 1956 году окончил Горьковскую областную партийную школу, в 1959 году — Высшую партийную школу при ЦК КПСС (заочно).
В 1967 году переведён на партийную работу в Йошкар-Олу: до 1969 года — заведующий отделом Марийского обкома КПСС, в 1969—1983 годах — 1-й секретарь Йошкар-Олинского горкома КПСС. В это время при нём в Йошкар-Оле велось активное жилищное строительство (9-й микрорайон, микрорайон «Сомбатхей»), создан пригородный совхоз «Овощевод». В 1983—1987 годах возглавлял Комитет народного контроля Марийской АССР.
Его многолетняя и плодотворная общественно-политическая деятельность отмечена орденом Трудового Красного Знамени (1971, 1976), медалью «За трудовую доблесть» (1970), Почётной грамотой Президиума Верховного Совета РСФСР (1986) и Почётной грамотой Президиума Верховного Совета Марийской АССР (1976).
Ушёл из жизни 2 марта 2009 года в Йошкар-Оле, похоронен на Туруновском кладбище. 

## Общественно-политическая деятельность
- В 1970—1990 годах был депутатом Верховного Совета Марийской АССР[1][5].
- Избирался делегатом XXIV—XXVI съездов КПСС (1971, 1976, 1981)[1].

## Награды
- Орден Трудового Красного Знамени (1971, 1976)[1]
- Медаль «За трудовую доблесть» (1970)[1]
- Медаль «За отвагу на пожаре» (1973)[1]
- Почётная грамота Президиума Верховного Совета РСФСР (1986)[1]
- Почётная грамота Президиума Верховного Совета Марийской АССР (1976)[1]